# Astrid Kaiser

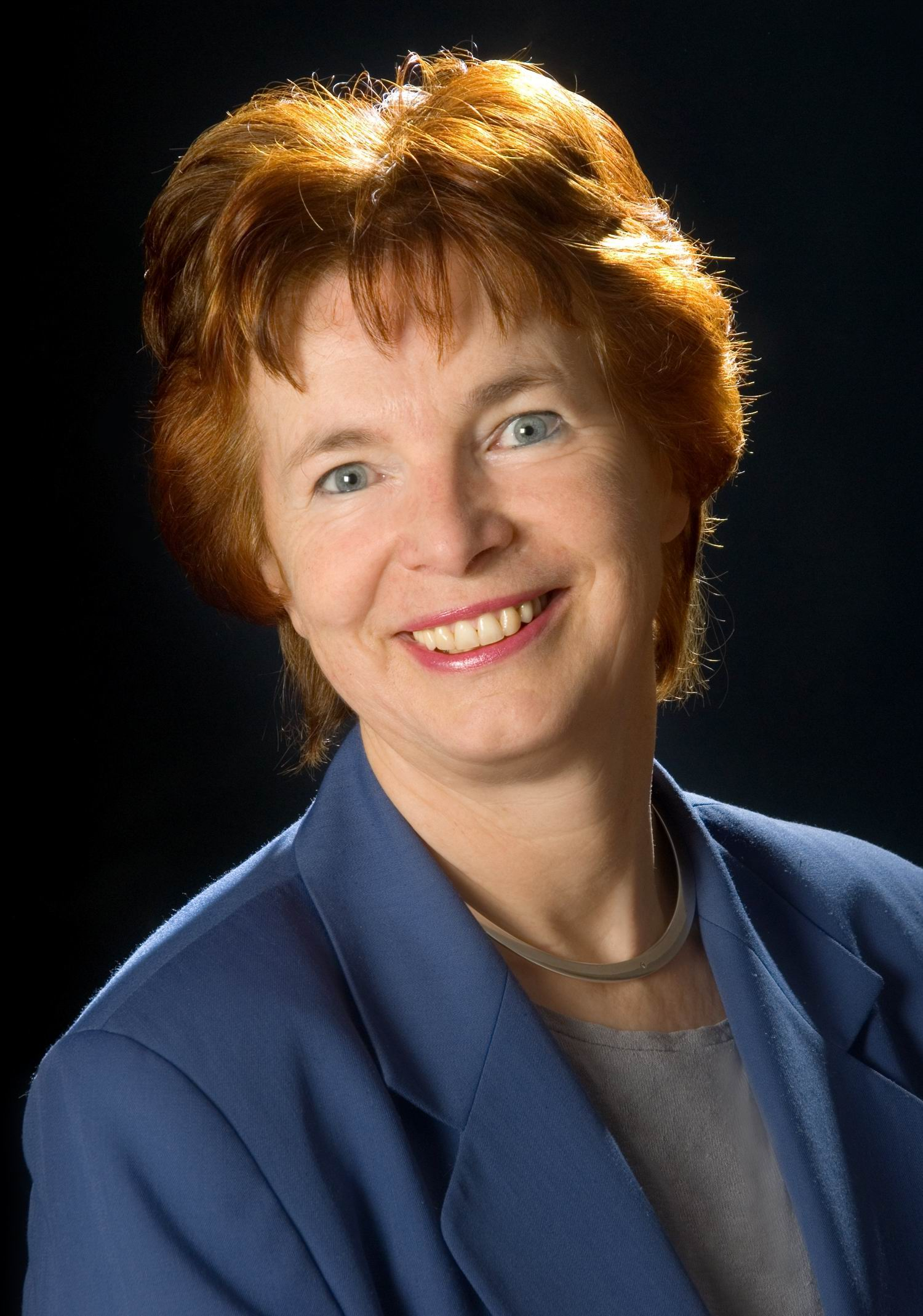
Astrid Kaiser (2006)

Astrid Kaiser (* 7. August 1948 in Astfeld, Harz) ist eine deutsche Erziehungswissenschaftlerin, emeritierte Professorin der Didaktik des Sachunterrichts an der Carl von Ossietzky Universität Oldenburg, ehemalige Direktorin des Instituts für Pädagogik und Ehrenmitglied der Gesellschaft für Didaktik des Sachunterrichts (GDSU).

## Leben
Astrid Kaiser wurde als einzige Tochter einer Flüchtlingsfamilie aus den ehemals deutschen Ostgebieten, der Provinz Posen, geboren. Die Eltern, Berthold Westphal und Elfriede Westphal, geb. Gollnik, betrieben eine Landarbeiternebenerwerbssiedlung.
1967 legte Astrid Kaiser das Abitur am Christian-von-Dohm-Gymnasium in Goslar ab. Sie studierte von 1967 bis 1970 an der Pädagogischen Hochschule in Hannover ein Lehramtsstudium und von 1970 bis 1975 an der Universität Marburg Erziehungswissenschaft, Soziologie und Psychologie. Sie promovierte dort 1982 bei Wolfgang Klafki mit einer Monographie zur „Sozialisation von Lehrerstudenten“. Ihr Lehramtsreferendariat absolvierte sie 1975–1977 an der Grundschule Lohra im Landkreis Marburg-Biedenkopf/Hessen. Sie arbeitete als Hauptschullehrerin an der Theodor-Heuss-Schule in Marburg (1971) und später als Hauptschullehrerin sowie Grundschullehrerin an der Fuldatalschule in Kassel. Von 1982 bis 1987 lehrte sie in der Fakultät für Wirtschaftswissenschaften als Wissenschaftliche Mitarbeiterin für Didaktik des Sachunterrichts mit Schwerpunkt Ökonomie an der Universität Bielefeld. 1988 als Lehrbeauftragte bestellt an der Universität Kassel und Universität Essen. Sie wechselte von 1989 bis 1991 in die Schulpraxis als Lehrerin an der Diesterwegschule und Sudbrackschule in Bielefeld. 1990–1991 Lehrbeauftragte an der Universität Osnabrück. 1992 übernahm sie eine Vertretungsprofessur für Grundschulpädagogik (Lehrstuhl Ariane Garlichs) an der Universität Kassel. Im Januar 1993 wurde sie ans Kultusministerium Düsseldorf abgeordnet für die Auswertung des an 80 Schulen durchgeführten Schulversuchs in NRW, „Gemeinsamer Unterricht behinderter und nicht-behinderter Kinder“, danach erfolgte am 1. September 1993 ihre Berufung als Professorin für Didaktik des Sachunterrichts an die Carl von Ossietzky Universität Oldenburg. Auswärtige Rufe auf C-4-Professuren an die Universität Rostock und die Westfälische Wilhelms-Universität Münster, hat sie nicht angenommen.

## Privates
Astrid Kaiser war mit Hans-Rainer Kaiser († 1979) verheiratet und hat zwei Söhne, Arvid Haitsch geb. Kaiser und Gerrit Kaiser, sowie vier Enkelkinder.

## Tätigkeiten
Astrid Kaiser ist Verfasserin von über 500 Zeitschriftenartikeln und Buchbeiträgen sowie Herausgeberin und Autorin von über 60 Büchern und zusätzlich Editorin mehrerer Buchreihen. Übersetzungen von einzelnen Büchern liegen in japanischer und koreanischer Sprache vor. Sie sammelte mehr als zehn Jahre Praxiserfahrungen vorwiegend als Grundschullehrerin und hat gleichzeitig langjährige universitäre Lehrerfahrung an diversen Universitäten (Philipps-Universität Marburg, Universität Bielefeld, Universität Osnabrück, Universität Kassel, Carl von Ossietzky Universität Oldenburg).
Sie gründete 1994 die nach ökologischen Prinzipien arbeitende Lernwerkstatt RÖSA (Regionale ökologische Sachunterrichtslernwerkstatt) an der Universität Oldenburg. Dies war eine der ersten universitären grundschulpädagogischen Lernwerkstätten in Deutschland.
Als Wissenschaftlerin nahm sie in der Aufbruchsphase der Geschlechterforschung in den Erziehungswissenschaften ab 1980 aktiv teil und hat viele Publikationen in dieser Domain veröffentlicht. Sie hat von Anfang bis zum Ende der Frauen-und-Schule-Bewegung aktiv mitgewirkt. Astrid Kaiser hat auf fast jedem Bundeskongress ab 1984 einen Vortrag gehalten sowie den 19. Bundeskongress „Frauen und Schule“ in Oldenburg organisiert und als Vorsitzende des Vereins Frauen und Schule Niedersachsen geleitet. Dazu wurde mit dem Titel der Tagung „FrauenStärken – ändern Schule“ auch ein gleichnamiger Tagungsband von ihr herausgegeben.
Kaiser war Leiterin verschiedener Forschungsprojekte zur Grundschule, zum Sachunterricht, zu den Geschlechterdimensionen in der Schule, zum ökologischen Lernen und zum naturwissenschaftlichen wie auch sozialwissenschaftlichen Lernen im Elementarbereich. Sie kooperiert in Forschung und Entwicklung mit Wissenschaftlerinnen und Wissenschaftlern aus Chile, Argentinien, England und Japan. Ihre größeren Forschungsaufenthalte waren in Indonesien/Sumatra bei den matrilinearen Minangkabau (1992), England (2003), Südostasien (2004), Mittelamerika (2007) und Chile (2001, 2005, 2006 sowie 2011). Sie ist Ansprechpartnerin für die Hochschulkooperation mit der Pontificia Universidad Católica de Valparaíso in Valparaíso/Chile und der Universidad de Arte y Sciencias Sociales (ARCIS) in Santiago de Chile. Weitere Kooperationen zum Schwerpunkt der Yámanaforschung (Yáganforschung) bestehen mit der Universidad Autónoma in Concepción del Uruguay (Juan José Rossi) und der Universidad Alberto Hurtado (Marisol Palma) in Santiago de Chile.
Von 1999 bis 2002 war sie Mitglied des Bildungsrats beim Ministerpräsidenten des Landes Niedersachsen. 2001 transformierte sie im Rahmen der Landesinitiative N-21 die Lernwerkstatt RÖSA, die nach ökologischen Prinzipien Lernmaterial herstellt, als virtuelle Lernumgebung unter dem Namen Lesa21. 2005 wurde zum 10. Jubiläum der Lernwerkstatt die Arbeitsstelle für Kinderforschung gegründet.
Seit 2008 leitet sie mehrere Projekte zum Übergang Elementarbereich und Grundschule – insbesondere mit dem Fokus Peer-Tutoring. Kaiser ist Gründungsmitglied des Zentrums für Frauen- und Geschlechterforschung wie auch des interdisziplinären fachdidaktischen Promotionsprogramms „Fachdidaktische Lehr- und Lernforschung – Didaktische Rekonstruktion“ (Prodid I), sie war beteiligt an den Nachfolgeprogrammen Prodid II, ProfaS und LÜP. Sie hat als Teilprojektleiterin am interdisziplinären Forschungs- und Entwicklungsprojekt „Energiebildung für eine nachhaltige Energieversorgung und -nutzung“ von 2008 bis 2013 mitgewirkt. 2011 hat sie ein mehrmonatiges Feldforschungsprojekt im Süden von Feuerland bei den Yámana auf der Isla Navarino durchgeführt.
Astrid Kaiser hat etliche Habilitationen und Promotionen wissenschaftlich begleitet und betreut, zuletzt 2024 Pia Winkler zur Thematik „Bildung durch Reisen“ u. a. von Detlef Pech, Professor an der Humboldt-Universität zu Berlin, PD Dr. Christa Händle, forschte im Max-Planck-Institut für Bildungsforschung, Berlin, Charlotte Röhner, Professorin Bergische Universität Wuppertal, derzeit Senior-Research-Professorin an der Universität Frankfurt, Simone Seitz, Professorin an der Freien Universität in Bozen, Standort Brixen, vorher Professorin Universität Paderborn und Universität Bremen, Claudia Schomaker, Professorin an der Leibniz Universität Hannover, Andrea Becher, Professorin an der Universität Paderborn, Silke Pfeiffer, Professorin an der Fachhochschule des Mittelstandes, Standort Rostock, Tim Rohrmann, Professor in Hildesheim (Hochschule für angewandte Wissenschaft und Kunst, HAWK), davor Professor an der Evangelischen Hochschule Dresden (EHS), Iris Baumgardt, Professorin an der Universität Potsdam, vorher Universität Vechta. Stine Albers ist Professorin für Didaktik des Sachunterrichts aus grundschulpädagogischer Perspektive an der Pädagogischen Hochschule Heidelberg, vorher PH Ludwigsburg. Julia Menger lehrt als Akademische Rätin an der Europa-Universität Flensburg.
Kaiser wirkt als Gutachterin an diversen nationalen und internationalen Akkreditierungsverfahren mit.
Nach Eintritt in den Ruhestand arbeitet sie ehrenamtlich für den Senior Expert Service (SES) u. a. in den Bereichen Primar- und Vorschulbildung (in Jinja 2016, in Lira 2025 Uganda und Südafrika 2017), Hochschulberatung (in Indonesien, Kasachstan und Usbekistan) und Bildungspolitikberatung (Jordanien).
2016 Beratung des National Council for Family Affairs in Amman, Jordanien, als SES-Expertin bei der Umsetzung des Nationalen Kindheitsplanes.
2018 als SES-Expertin Beratung der Universität IAIN auf Ternate / Nordmolukken in Indonesien beim Aufbau des Studienganges Vorschulerziehung. 2019 Beratung des Lehrpersonals der staatlichen Universität in Urganch, Usbekistan, bei der Entwicklung neuer didaktisch-methodischer Ansätze des Lehrens und Lernen und der Kinderpsychologie in der Fakultät für Pädagogik, Abteilungen für Primarschule und Vorschule. 2023 Beratung der Universitas Negeri Jakarta zur Lehrkompetenz der Lehrenden, Entwicklung von Lehrmaterialien, Lehrmethoden, Curriculumentwicklung und Unterstützung in Forschungsfragen und bei Publikationen. 2024 Beratung der Privaten Universität „Abay Myrzakhmetov“ in Kokshetau/Nordkasachstan bei der Entwicklung neuer Lehrmethoden, der Integration von Inklusion in den Studiengängen und der Forschung. Weiterhin ist sie zusammen mit Stine Albers tätig als Mit-Herausgeberin der Buchreihe „Basiswissen Grundschule“ im Schneider Verlag/wbv Media und als Autorin. Mit etlichen Vorträgen, Fortbildungsveranstaltungen und Lesungen zu ihren Büchern verbreitet Kaiser ihre reichhaltigen Erfahrungen zusätzlich.

## Werk
Astrid Kaisers Werk integriert zwei Forschungszweige, die auf Heterogenität ausgerichtete Genderforschung und die auf das motivierte Lernen aller Kinder orientierte Sachunterrichtsdidaktik. Seit 1994 entwickelte sie konzeptionell für den Sachunterricht den Ansatz kommunikativer Didaktik zum kommunikativ handlungsorientierten Sachunterricht. Sie zeichnet sich durch eine enge Verbindung zwischen Theorie und Praxis aus und publizierte vielfältige Praxisanregungen mit einem stark ökologischen Profil, bei dem Ressourcenschonung im Vordergrund steht. Ihr Werk auf soziale und gesellschaftliche Innovationen ausgerichtet und orientiert sich mit dem Modell des Caring Curriculums (Nel Noddings) an Leitlinien der sozialen Verantwortung. Ein zentrales Ziel ihres pädagogischen Wirkens ist die Herstellung von Chancengleichheit. In diesem Kontext stehen auch von ihr geleitete Vornamenstudien, der Ziel es ist, herauszufinden, ob sich Vorurteile mit bestimmten Vornamen verbinden. Nach der Pensionierung hat sie ihre Arbeit auch auf das Genre Kinderbuch erweitert, die sich auf die Probleme und Akzeptanz von Außenseitern beziehen. Dazu haben Lesungen in Kindergärten und Schulen in Oldenburg, Wangerooge und Astfeld stattgefunden.
Ihr anthropologischer Arbeitsschwerpunkt hat in wissenschaftlichen und didaktischen Publikationen zu den Minangkabau auf Sumatra und den Yámana/Yágan im Süden Feuerlands Niederschlag gefunden. Dieses Interesse scheint auch in dem nach der Pensionierung erschienen Weltreisebuch „In 60 Tagen als Frau allein um die Welt“ sowie im zweiten Reisebuch „Als Frau unterwegs“ durch. Lesungen dazu wurden auf Wangerooge, in Bremerhaven, Detmold, Edewecht, Goslar, Großenkneten, Kallmünz, Leer, Lörrach, Oldenburg, Sandesneben, Stralsund und Wilhelmshaven veranstaltet.
 Abgeschlossene Drittmittelprojekte
- Regionale Heimatkunde, Förderung durch: Gemeinsame Landesplanung Bremen Niedersachsen (1994–1996)
- Soziale Integration in einer jungen- und mädchengerechten Grundschule, Förderung durch: BMBF und Kultusministerium Niedersachsen (1997–2000)
- Biografische Rekonstruktion nichtstereotyper männlicher Sozialisationsprozesse, Förderung durch: MWK Niedersachsen (1999–2001)
- LESA21 (Lernwerkstatt Sachunterricht für das 21. Jahrhundert), virtuelle Lernwerkstatt Förderung durch: N-21, Kultusministerium Niedersachsen (2001–2004)
- Promotionsprogramm Didaktische Rekonstruktion. Prodid I. Teilprojekt Sachunterricht. Förderung durch: MWK Niedersachsen (2001–2004)
- Entwicklung eines Bausteinsystems der chemischen Grundbildung in der Kooperation von Grundschule und der Lernwerkstatt RÖSA an der Universität Oldenburg, Förderung durch: Fonds der Chemischen Industrie im Verband der Chemischen Industrie (2002)
- Entwicklung von problembezogenen Aufgaben zur Überprüfung des Leistungsstandards für die naturwissenschaftlich – chemische Basisbildung im Grundschulalter, Förderung durch: Fonds der Chemischen Industrie im Verband der Chemischen Industrie (2003–2004)
- Praxiskonzept für Grundschulbiotope, Förderung durch die Niedersächsische Lottostiftung und EWE-Stiftung (2003–2005)
- Promotionsprogramm Didaktische Rekonstruktion, Prodid. II. Teilprojekt Sachunterricht. Förderung durch: MWK Niedersachsen (2005–2008)
- Evaluation und Transfer eines speziellen Konzepts zur Eltern- und Familienbildung, Förderung durch nifbe (2009–2010)
- ‚Miteinander die Welt erkunden‘ – Altersübergreifende Sachbildungsprozesse im Übergang vom Elementar- zum Primarbereich. Projekt zur Erforschung von cross-aged peer tutoring (Leitung mit Claudia Schomaker), Förderung durch nifbe (2009–2011)
- Energiebildung für eine nachhaltige Energieversorgung und -nutzung. Teilprojekt 7 Sachunterricht, Förderung durch Zukunfts- und Innovationsfonds Niedersachsen (2008–2011)
- Kinderleben der Yámana. Feldstudie auf der Isla Navarino. Wissenschaftskooperation mit argentinischer Yámanaforschung. BMBF (2011)
- „Das Miteinander lernen. Frühe politisch-sozialwissenschaftliche Bildungsprozesse“. Förderung durch BMBF (2011–2012)
- Promotionsprogramm Prozesse fachdidaktischer Strukturierung, Teilprojekt Sachunterricht. Förderung durch: MWK Niedersachsen (2010–2013)
- Forschendes Lernen zur Entwicklung und empirischen Erprobung von Lehr-Lernstrategien für heterogene Lerngruppen im inklusiven Sachunterricht, FOL-Programm, Universität Oldenburg (erste Phase: 2012–2015)
- „Lernprozesse im Übergangsraum – Praxisphasen von Lehramtsstudierenden empirisch untersuchen und modellieren“ (LÜP). MWK Niedersachsen (2013–2016)
- A Comparison of Children’s Behavior Patterns: A Cross cultural Photo Analysis from a New Anthropological Perspective. Förderung durch China Scholarship Council 2013–2018, Durchführung: Yani Zheng

Kongressorganisation
- 10. Bundeskongress Frauen und Schule „FrauenStärken – ändern Schule“ vom 7. bis 9. März 1996 in Oldenburg
- 19. Bundesfachtagung der Gesellschaft für Didaktik des Sachunterrichts (GDSU) vom 4. bis 6. März 2010 in Oldenburg

## Schriften (Auswahl)
Bücher
- Kaiser, Astrid (2024): Pinguinkind Flocki hat Angst vor kaltem Wasser. Oldenburg: Isensee Verlag,
- Kaiser, Astrid (2022): Als Frau unterwegs. Reisegeschichten aus aller Welt. Reisebuch Verlag, ISBN 978-3-947334-58-2; 2024 auch als Hörbuch bei https://www.xinxii.de/als-frau-unterwegs-524649
- Benikowski, Bernd / Hörmann, Georg / Kaiser, Astrid (Hrsg.) (2022): Antinomische Pädagogik und Kommunikative Didaktik. Schneider Verlag Hohengehren, ISBN 978-3-98649-052-2
- Kaiser, Astrid (2018): In 60 Tagen als Frau allein um die Welt. Reisebuch Verlag, ISBN 978-3-947334-19-3; 2. überarb. Auflag 2021
- Kaiser, Astrid / Seitz, Simone (2017): Inklusiver Sachunterricht. Theorie und Praxis. Baltmannsweiler:Schneider Verlag, ISBN 978-3-8340-1797-0, als E-Book bei wbv erschienen
- Kaiser, Astrid / Oubaid, Nadja (2016): Vom kleinen Schwein, das sich nicht schmutzig machen will. Oldenburg: Isensee Verlag, ISBN 978-3-7308-1286-0
- Kaiser, Astrid (2015): Reiseführer für die Unikarriere. Zwischen Schlangengrube und Wissenschaftsoase. Opladen & Toronto: Verlag Barbara Budrich UTB, ISBN 978-3-8252-4453-8
- Kaiser, Astrid (Hrsg.) (2015): Innovative Erhebungsmethoden. Baltmannsweiler: Schneider Verlag, ISBN 978-3-8340-1537-2
- Kaiser, Astrid / Renate Zimmer (2015): Bewegter Sachunterricht. Baltmannsweiler: Schneider Verlag, ISBN 978-3-8340-1486-3
- Kaiser, Astrid (2014): Praxisbuch handelnder Sachunterricht Band 4. Baltmannsweiler: Schneider Verlag, 2. Aufl. 2016, ISBN 978-3-8340-1362-0
- Kaiser, Astrid / Lüschen, Iris (2014): Das Miteinander lernen. Frühe politisch-soziale Bildungsprozesse. Eine empirische Untersuchung zum Sachlernen im Rahmen von Peer-Education zwischen Grundschule und Kindergarten: Baltmannsweiler: Schneider Verlag, ISBN 978-3-8340-1288-3.
- Kaiser, Astrid (2013): 1000 Tricks und Tipps für die Grundschule. Baltmannsweiler: Schneider Verlag, ISBN 978-3-8340-1240-1.
- Kaiser, Astrid / Lüschen, Iris / Kaufeld, Dorothea (2013): Erneuerbare Energien im Übergang vom Kindergarten in die Grundschule. Band 3: Wind-, Sonnen-, Wasserenergie. Baltmannsweiler: Schneider Verlag, ISBN 978-3-8340-1178-7
- Kaiser, Astrid (2013): „Indianer“ im Sachunterricht. Baltmannsweiler: Schneider Verlag, ISBN 978-3-8340-1145-9
- Kaiser, Astrid (2011): Praxisbuch Grundschulprojekte. Baltmannsweiler: Schneider Verlag, ISBN 978-3-8340-1362-0
- Kaiser, Astrid / Lüschen, Iris / Reimer, Monika (2011): Erneuerbare Energien in der Grundschule. Band 2. Wind-, Wasser-, Bioenergie. Baltmannsweiler: Schneider Verlag, 2. Aufl. 2014, ISBN 978-3-8340-0992-0
- Kaiser, Astrid / Schmetz, Ditmar / Wachtel, Peter / Werner, Birgit (Hrsg.) (2011): Didaktik und Unterricht. Stuttgart: Kohlhammer Verlag, ISBN 978-3-17-019633-9
- Giest, Hartmut / Kaiser, Astrid / Schomaker, Claudia (2011): Sachunterricht – auf dem Weg zur Inklusion. Bad Heilbrunn: Verlag Julius Klinkhardt, ISBN 978-3-7815-1798-1
- Albers, Stine / Kaiser, Astrid (2010): Lernen durch Lernaufgaben im Sachunterricht. Eine kritische Schulbuchanalyse. Oldenburg: DIZ Verlag. Oldenburger Vor-drucke
- Kaiser, Astrid (2010): Das erste Babyjahr. Wie Säuglinge fürs Leben lernen. Hannover: Humboldt Verlag, ISBN 978-3-86910-612-0
- Kaiser, Astrid / Lüschen, Iris / Reimer, Monika (2010): Erneuerbare Energien in der Grundschule. Energie(sparen) – Sonnenenergie. Baltmannsweiler: Schneider Verlag, 3. Aufl. 2015, ISBN 978-3-8340-1037-7
- Kaiser, Astrid / Schmetz, Ditmar / Wachtel, Peter / Werner, Birgit (Hrsg.) (2010): Bildung und Erziehung. Stuttgart: Kohlhammer Verlag, ISBN 978-3-17-019632-2
- Kaiser, Astrid / Röhner, Charlotte (2009): Sachunterricht. Baltmannsweiler: Schneider Verlag. 2. Aufl. 2016, ISBN 978-3-8340-0469-7
- Kaiser, Astrid (2007): Menschenbildung in Katastrophenzeiten. Baltmannsweiler: Schneider Verlag, ISBN 978-3-8340-0225-9
- Kaiser, Astrid / Pfeiffer, Silke (2007): Grundschulpädagogik in Modulen. Baltmannsweiler: Schneider Verlag, ISBN 978-3-8340-0286-0
- Kaiser, Astrid (2006): Praxisbuch interkultureller Sachunterricht. Baltmannsweiler: Schneider Verlag 2006, ISBN 978-3-8340-0151-1
- Kaiser, Astrid (2006): Neue Einführung in die Didaktik des Sachunterrichts. Baltmannsweiler: Schneider Verlag, 5. Aufl. 2014, ISBN 978-3-8340-0728-5
- Kaiser, Astrid (2005): Jungen richtig erziehen. Freiburg: Velber Verlag, ISBN 978-3-86613-412-6
- Kaiser, Astrid (Hrsg.) (2005): Koedukation und Jungen. 2. Auflage. Weinheim: UTB, ISBN 978-3-8252-8307-0
- Kaiser, Astrid / Pech, Detlef (Hrsg.) (2004): Geschichte und historische Konzeptionen des Sachunterrichts. Basiswissen Sachunterricht Band 1. Baltmannsweiler: Schneider Verlag, 3. Auflage 2016, ISBN 978-3-8340-0387-4
- Kaiser, Astrid / Pech, Detlef (Hrsg.) (2004): Neuere Konzeptionen und Zielsetzungen des Sachunterrichts. Basiswissen Sachunterricht Band 2. Baltmannsweiler: Schneider Verlag 2004, 2. Auflage 2008, ISBN 978-3-8340-0388-1
- Kaiser, Astrid / Pech, Detlef (Hrsg.) (2004): Integrative Zugangsweisen für den Sachunterricht. Basiswissen Sachunterricht Band 3. Baltmannsweiler: Schneider Verlag 2004, 2. Aufl. 2008, ISBN 978-3-8340-0389-8
- Kaiser, Astrid / Pech, Detlef (Hrsg.) (2004): Lernvoraussetzungen und Lernen im Sachunterricht.Basiswissen Sachunterricht Band 4. Baltmannsweiler: Schneider Verlag 2004, 3. Auflage 2013, ISBN 978-3-8340-0390-4
- Kaiser, Astrid / Pech, Detlef (Hrsg.) (2004): Unterrichtsplanung und Methoden.Basiswissen Sachunterricht Band 5. Baltmannsweiler: Schneider Verlag, 5. Aufl. 2015, ISBN 978-3-8340-0391-1
- Kaiser, Astrid / Pech, Detlef (Hrsg.) (2004): Die Welt als Ausgangspunkt des Sachunterrichts. Basiswissen Sachunterricht Band 6. Baltmannsweiler: Schneider Verlag 2004, 2. Aufl. 2008, ISBN 978-3-8340-0392-8
- Kaiser, Astrid / Mannel, Susanne (2004): Chemie in der Grundschule. Baltmannsweiler: Schneider Verlag, ISBN 978-3-89676-766-0
- Kaiser, Astrid und Mitarbeiterinnen (2003): Projekt geschlechtergerechte Grundschule – Berichte aus der Praxis. Opladen: Leske+Budrich, ISBN 978-3-8100-3764-0
- Kaiser, Astrid (2003): Zukunftsbilder von Kindern der Welt. Baltmannsweiler: Schneider Verlag, ISBN 978-3-89676-698-4
- Bönsch, Manfred / Kaiser, Astrid (Mitarb.) (2002): Unterrichtsmethoden – kreativ und vielfältig. Baltmannsweiler: Schneider Verlag, 2. Aufl. 2006, ISBN 978-3-89676-584-0
- Kaiser, Astrid / Nacken, Karola / Pech, Detlef (2002): Soziale Integration in einer jungen- und mädchengerechten Grundschule. Münster: Lit Verlag, ISBN 978-3-8258-6146-9
- Kaiser, Astrid (2001): Arbeitsbuch zur Didaktik des Sachunterrichts. Baltmannsweiler: Schneider Verlag, ISBN 978-3-89676-449-2
- Kaiser, Astrid (Hrsg.) (2001): Praxisbuch Mädchen- und Jungenstunden. Baltmannsweiler: Schneider Verlag, ISBN 978-3-89676-440-9
- Kaiser, Astrid / Wigger, Maria u. a. (2000): Beispiele für die Arbeit in einer mädchen- und jungengerechten Grundschule. Hildesheim: NLI Berichte 65 (Digitalisat)
- Kaiser, Astrid (2000): 1000 Rituale für die Grundschule. Baltmannsweiler: Schneider Verlag 2000, 9. Auflage 2014, ISBN 978-3-8340-1064-3
- Kaiser, Astrid (Hrsg.) (2000): Praxisbuch handelnder Sachunterricht Band 3. Baltmannsweiler: Schneider Verlag, 6. Auflage 2010, ISBN 978-3-8340-0360-7
- Kaiser, Astrid / Röhner, Charlotte (Hrsg.)(2000): Kinder im 21. Jahrhundert. Münster: Lit Verlag, 2. Aufl. 2013, ISBN 978-3-8258-4407-3
- Kaiser, Astrid (2000): Pickel, Sex und immer Krach. München: Südwest-Verlag, ISBN 978-3-517-06189-4
- Kaiser, Astrid (1999): Anders lehren lernen. Baltmannsweiler: Schneider Verlag 1999, 2. Auflage 2003, ISBN 978-3-89676-144-6
- Kaiser, Astrid (1999): Mein Sohn soll kein Macho werden. München: Südwest Verlag, ISBN 978-3-517-07813-7 (auf Koreanisch übersetzt im Nexus Verlag)
- Kaiser, Astrid (1998): Praxisbuch handelnder Sachunterricht Band 2. Baltmannsweiler: Schneider Verlag 1998, 9. Auflage 2016, ISBN 978-3-89676-573-4
- Kaiser, Astrid / Carle, Ursula (1998): Rechte der Kinder. Baltmannsweiler: Schneider Verlag, ISBN 978-3-89676-045-6
- Kaiser, Astrid (Hrsg.) (1997): Lexikon Sachunterricht. Baltmannsweiler: Schneider Verlag 1997, 4. Auflage 2008, ISBN 978-3-8340-0435-2
- Kaiser, Astrid (Hrsg.) (1997): Koedukation und Jungen. Weinheim: UTB Beltz Verlag, 2. Auflage 2005, ISBN 3-89271-712-5
- Kaiser, Astrid (Hrsg.) (1997): Geschichten für den Sachunterricht. Essen: Neue deutsche Schule Verlag, ISBN 978-3-87964-293-9
- Kaiser, Astrid (1996): Lernvoraussetzungen von Mädchen und Jungen für sozial-wissenschaftlichen Sachunterricht. 2. Auflage Oldenburg: ZpB-Verlag, ISBN 978-3-8142-0553-3
- Kaiser, Astrid (1996): Mädchen und Jungen in einer matrilinearen Kultur – Interaktionen und Wertvorstellungen bei Grundschulkindern im Hochland der Minangkabau auf Sumatra. Hamburg: Verlag Dr. Kovač, ISBN 978-3-86064-419-5
- Kaiser, Astrid (Hrsg.) (1996): FrauenStärken – ändern Schule. Tagungsband zum 19. Bundeskongress Frauen und Schule. Bielefeld: Kleine Verlag, ISBN 978-3-89370-230-5
- Kaiser, Astrid (1996): Praxisbuch handelnder Sachunterricht Band 1. Baltmannsweiler: Schneider Verlag, 14. Auflage 2015, ISBN 978-3-8340-1043-8, japanische Übersetzung: Harada, Noboyuki / Harada, Sayori / Terao, Shinichi / Otomo, Hideako: Topic – bezu Sogo gakushu. Doitzu no Kyoiku tono Sissen taiwa – Nisiu itteheikino Gakkou wo hi-raku. Praxis fachübergreifenden Lernens nach Themen. Praktischer Dialog mit dem Unterricht in Deutschland – Eröffnung einer neuen Schule des 21. Jahrhunderts. Kyoto: Kitaoji-Shobo Verlag 1999
- Kaiser, Astrid (1995): Einführung in die Didaktik des Sachunterrichts. Baltmannsweiler: Schneider Verlag, 9. Auflage 2004, ISBN 978-3-89676-629-8
- Kaiser, Astrid (1992): Hausarbeit in der Schule? Pfaffenweiler: Centaurus Verlag, ISBN 978-3-89085-531-8
- Kaiser, Astrid (1989): Aussiedeln – umsiedeln – ansiedeln – einsiedeln. Pädagogisches Tagebuch einer Anfangsklasse mit Kindern aus Osteuropa, Kirgisien und Kasachstan. Heinsberg: Dieck Verlag, ISBN 978-3-88852-087-7
- Kaiser, Astrid / Zeschmar-Lahl, Barbara u. a. (1987): Ökologisches Waschen in der Grundschule. Köln: Pahl-Rugenstein Verlag, ISBN 3-7609-1195-1
- Kaiser, Astrid / Oubaid, Monika (Hrsg.) (1986): Deutsche Pädagoginnen der Gegenwart. Köln – Wien: Böhlau Verlag, ISBN 3-412-03586-6
- Kaiser, Astrid (1982): Sozialisation von Lehrerstudenten. Frankfurt: Haag & Herchen Verlag, ISBN 978-3-88129-490-4

Mit-Herausgeberin von Buchreihen
- Basiswissen Grundschule. Baltmannsweiler: Schneider Verlag (laufend, Band 52 2024 erschienen), Alleinherausgeberin von Band 19 bis Band 48, danach Fortführung der Reihe im Verlagsverbund Schneider Verlag/WBV Media (W. Bertelsmann Verlag) zusammen mit Stine Albers
- mit Rainer Winkel: Grundlagen der Schulpädagogik. Baltmannsweiler: Schneider Verlag (bis 2021, Band 69 2017 erschienen)
- mit Detlef Pech: Basiswissen Sachunterricht. Baltmannsweiler: Schneider Verlag (6 Bände, abgeschlossen)
- mit Manfred Bönsch: Basiswissen Pädagogik: Unterrichtskonzepte und -strukturen. Baltmannsweiler: Schneider Verlag (6 Bände, abgeschlossen)
- mit Charlotte Röhner: Beiträge zur Welt der Kinder. Münster: Lit Verlag (laufend, Band 13 erschienen)
- Schriften zur Pädagogik. Göttingen: Verlag Duerkohp & Radicke (13 Bände als alleinige Herausgeberin abgeschlossen), jetzt im Verlag Edition Ruprecht, ab Band 14 fortgeführt von Sabine Anselm und Uta Hauck-Thum
- mit Susanne Miller: Kompetent im Unterricht der Grundschule. 7 Bände zu: Deutschunterricht (Band 1), Sachunterricht (Band 2), Musikunterricht (Band 3), Englischunterricht (Band 4), Mathematikunterricht (Band 5), Kunstunterricht (Band 6) und Sportunterricht (Band 7) (Reihe im Schneider Verlag Baltmannsweiler abgeschlossen)

ausgewählte Artikel
- Kaiser, Astrid (2005): Der Käferatlas und Lesa 21. Zwei Internetportale für den Sachunterricht. In: Grundschule 37 2005, H. 10, S. 14–17
- Kaiser, Astrid (2006): Anthropologisch Konstantes versus sozio-kulturell Differentes in Aktionsräumen und Verhaltensmustern von Kindern in drei  Kontinenten. dokumentiert an Kinderfotos. In: Hinz, Renate / Schumacher, Bianca (Hrsg.): Auf den Anfang kommt es an: Kompetenzen entwickeln - Kompetenzen stärken. Jahrbuch Grundschulforschung. Wiesbaden: VS-Verlag, 163-169
- Kaiser, Astrid (2007): Lehrerbildung. In: Kahlert, Joachim u. a. (Hrsg.): Handbuch des Sachunterrichts. Bad Heilbrunn: Klinkhardt, 80-88

- Kaiser, Astrid (2008): Internetkommunikation im Grundschulalter. Eine empirische Untersuchung von Foren zu Sachthemen. In: Zeitschrift für Grundschulforschung 1. Jg., 2008, Heft 2, S. 133–145
- Kaiser, Astrid (2009): Sachunterrichtsbildung in England und Deutschland – ein kritischer Vergleich. In: Röhner, Charlotte/Henrichwark, Claudia/Hopf, Michaela (Hrsg.): Europäisierung der Bildung. Jahrbuch Grundschulforschung. Wiesbaden 2009, S. 189–193

- Kaiser, Astrid/Rohlfs, Carsten (2010): Diagnosekompetenz als Zukunftsaufgabe. Zur Ausbildung von Diagnose- und Förderkompetenzen in der Lehrerbildung. In: Pädagogik 61. Jg., H. 12, S. 32–35

- Kaiser, Astrid (2011): Katastrophenkompetenz als Bildungsaufgabe. In: Karutz, Harald: Handbuch Notfallpädagogik. Stumpf und Kossendey Verlag 2011, S. 181–197

- Kaiser, Astrid (2012): Vornamen produzieren Bilder. In: Brockhaus. Das große Vornamenlexikon. Gütersloh: F.A. Brockhaus, S. 5–8

- Kaiser, Astrid (2013): Gender und Schule. Anerkennung verschiedener Zugangsweisen. In: Jäggle, Martin/Krobath, Thomas/Stockinger, Helena/Schelander, Robert (Hrsg.): Kultur der Anerkennung. Baltmannsweiler: Schneider Verlag, S. 89–98

- Kaiser, Astrid (2014): Geschlechtererziehung im Elementarbereich. In: Röhner, Charlotte u. a. (Hrsg.): Handbuch Frühe Kindheit. Opladen: Barbara Budrich Verlag, S. 701-710, 2. Aufl. 2022, S. 803–808

- Kaiser, Astrid (2015): Grundlegung inklusiven Sachunterrichts. Kriterien und Praxisbeispiele. In: Lernen konkret, 34. Jg. H. 4, S. 4–7

- Kaiser, Astrid (2017): Was brauchen Kinder? Wie sind sie zum Lernen zu bewegen? In: Hunger, Ina / Zimmer, Renate (Hrsg.): Gut starten. Das Buch zum 10. Osnabrücker Kongress „Bewegte Kindheit“ 2016, S. 146–154

- Kaiser, Astrid (2019): Wolfgang Klafki: Diskursorientierung für die Didaktik des Sachunterrichts. In: Lin-Klitzing, S.; Arnold, K.-H. (Hrsg.): Wolfgang Klafki: Allgemeine Didaktik. Fachdidaktik. Politikberatung. Bad Heilbrunn: Klinkhardt. S. 145–165

- Kaiser, Astrid (2021): Wirksamer Sachunterricht ist handelnd kommunikativer Sachunterricht. In: Billion-Kramer, Tim (Hrsg.): Wirksamer Sachunterricht. Baltmannsweiler: Schneider Verlag, S. 72–80, ebook wbv

- Kaiser, Astrid (2022): Kommunikative Didaktik. Rainer Winkels früher Blick in die Zukunft der Didaktik. In: Benikowski, Bernd / Hörmann, Georg / Kaiser, Astrid (Hrsg.) (2022):  Antinomische Pädagogik und Kommunikative Didaktik – Ein Rück- und Ausblick. In Memoriam Rainer Winkel, Schneider Verlag Baltmannsweiler, S. 186–197

- Kaiser, Astrid (2022): Sachunterricht für alle. Das Beispiel Nachhaltigkeit. In: Grundschule, 54. Jg. 2022, H. 1, S. 20–22

- Sri Indah Pujiastuti / Nadia Apriliani / Dhiya Nada Nisrina / Lusyana / Nurhalizha Amalia Putri / Astrid Kaiser (2025): Community Service: Development of Indonesian Traditional Games for Early Childhood Education for Teachers in Germany and Indonesia. In: Jurnal Pengabdian Kepada Masyarakat https://ejournal.gomit.id/index.php/aktual

Über Astrid Kaiser
- Kaiser, Astrid: Von Erziehungserfahrungen als Mädchen auf dem Weg zur Erziehungswissenschaftlerin. Autobiographische Darstellung der Bildungslaufbahn. In: Anne Schlüter (Hrsg.): Erziehungswissenschaftlerinnen in der Frauen- und Geschlechterforschung. Opladen: Budrich Verlag 2008, ISBN 978-3-86649-155-7, S. 97–113
- Becher, Andrea u. a. (Hrsg.): Kommunikativer Sachunterricht. Festschrift für Astrid Kaiser. Baltmannsweiler: Schneider Verlag 2013
- Astrid Kaiser: Wenn es nicht geht, ist wahrscheinlich die Vorschrift falsch! Eine Professorin in der Lehrerbildung erzählt. In: Reinhard Stähling/Wenders, Barbara: Ungehorsam im Schuldienst. Baltmannsweiler: Schneider Verlag 2009, S. 163–171
- Keller, Volker (2024): Reise allein! Astrid Kaiser ist in der Welt Zuhause. in: unterwegs.reisen 02/2024, S. 16–18